# Selim Teber
Ufuk Selim Teber (* 7. März 1981 in Frankenthal) ist ein deutscher Fußballspieler. Seine Position ist das offensive Mittelfeld.

## Karriere

### Verein
Selim Teber begann das Fußballspielen beim ASV 05 Edigheim, über den SV Pfingstweide und VfR Frankenthal wechselte er schließlich in die B-Jugend des SV Waldhof Mannheim. Im Jahr 1999 wechselte er zu den Profis und von dort in der Saison 2002/03 zum Bundesligisten 1. FC Kaiserslautern. In 37 Bundesligaeinsätzen erzielte er zwei Tore.
Da er sich beim 1. FC Kaiserslautern nicht durchsetzen konnte, wurde er in der Saison 2003/2004 an den SV Austria Salzburg ausgeliehen. 2005 wechselte er schließlich in die Türkei, dem Heimatland seiner Eltern, und unterschrieb bei Denizlispor. In der Saison 2005/06 kehrte Selim Teber nach Deutschland zurück und spielte für die TSG 1899 Hoffenheim, mit der er zwischen 2007 und 2008 den Durchmarsch von der Regionalliga Süd in die 1. Bundesliga schaffte. Zudem war er Kapitän der Mannschaft.
Im April 2009 erklärte Teber, dass er seinen zum 30. Juni 2009 auslaufenden Vertrag bei Hoffenheim definitiv nicht verlängern wird. Er wechselte zur Saison 2009/10 mit einem bis 2011 datierten Vertrag zu Eintracht Frankfurt. Sein erstes Tor im Trikot der Frankfurter Eintracht schoss er am 3. April 2010 beim 3:2-Sieg gegen Bayer 04 Leverkusen.
Teber wechselte im Sommer 2010 zum zweiten Mal in die Türkei zu Kayserispor. Nach einer Saison (zwei Tore, sieben Vorlagen) ging er im Sommer 2011 zum Aufsteiger Samsunspor.
Zur Spielzeit 2012/13 wechselte er zum türkischen Erstligisten Kardemir Karabükspor. Ausschlaggebend für diesen Wechsel war der Umstand, dass Karabükspor vom ehemaligen Trainer Tebers aus Frankfurter Zeit, von Michael Skibbe betreut wurde.
Im Sommer 2013 wechselte Teber zum türkischen Drittligisten MKE Ankaragücü. Für den türkischen Hauptstadtverein absolvierte er 31 Ligaspiele, in denen er 6 Tore erzielte, sowie 3 Play-off-Spiele um den Aufstieg in die zweithöchste Spielklasse.
Ab Oktober 2014 war Teber ohne Verein, ehe er sich im Sommer 2015 seinem Heimatverein VfR Frankenthal anschloss. Im August 2018 wechselte Teber innerhalb von Frankenthal zur DJK Schwarz-Weiß Frankenthal in die Kreisliga B.

### Nationalmannschaft
Selim Teber absolvierte zwischen 2002 und 2003 fünf Spiele für die deutsche U21-Fußballnationalmannschaft.